# 모래무지
모래무지(학명: Pseudogobio esocinus)는 잉어목 잉어과의 민물고기로 모래가 있는 맑은 물에 산다.

## 형태
몸길이 15~25cm로 홀쭉하고 머리가 크며 입가에 한 쌍의 수염이 있다. 몸빛은 은백색 바탕에 배는 희고 등은 검으며 체측 중앙에 6개 가량과 등쪽에 여러 개의 눈알 모양의 어두운 무늬가 있어 모래와 비슷한 보호색을 이룬다.

## 먹이방법
모래 속에 숨어 있다가 강바닥에 사는 곤충이나 작은 동물을 잡아먹는다.

## 산란기
산란기는 5-6월로 수컷은 머리 부분과 가슴지느러미에 산란기의 물고기에 생기는 돌기물인 추성이 나타난다. 요즘은 하천의 오염으로 점점 보기가 어려워진다. 깨끗한 물에서만 살기 때문에 모래무지의 분포는 강의 오염 정도를 알려 준다. 맛이 좋아 사람들에게 인기가 있다.

## 서식
한반도에서는 황해와 남해로 흘러드는 모든 하천에 분포하며, 중국 동부지방·일본에도 서식한다.

## 참고 문헌
- 이 문서에는 다음커뮤니케이션(현 카카오)에서 GFDL 또는 CC-SA 라이선스로 배포한 글로벌 세계대백과사전의 내용을 기초로 작성된 글이 포함되어 있습니다.